# 克木语支
克木语支是南亚语系的一支，主要分布在老挝北部，以及越南北部、中国云南省南部。克木语是唯一还剩较多使用者的语言。

## 原乡
保罗·西德维尔 (2015)认为克木语支的原乡位于老挝北部的乌多姆塞省。

## 语言
克木语支包括：
- 姆拉布里语
- 克年语
- 欣门语
- 克木语
- 宽话
- 俄都语
- 派语
- 马勒语
- 添语

关于布兴语是属于克木语支还是佤德昂语支存在争议；Svantesson认为它更接近佤德昂语支，有时将其归入莽语支，不过大多数分类方案还是将其归入克木语支。相似地，欣门语和抗语有时也被归为莽语支，Diffloth则将抗语划入佤德昂语支。
最近发现的布芒语也可能是克木语支或佤德昂语支语言。艾杰瑞认为它与抗语最接近。越南缺乏记录的广林语也可能与抗语或布兴语。

## 系属分类
这些语言间的关系并无定论。《民族语》19的分类方案是：
- 克木语支
  - 考语组：考语、布兴语
  - 姆拉布里语组：姆拉布里语
  - 欣门语组：抗语、克年语、欣门语
  - 马勒–克木语组
    - 克木语、宽语、俄都语
    - 马勒–派语组：拉威语、马勒语、派语

SEALang提供的分类保持了马勒–派语组，而将考语和抗语相联系，而不是与布兴语，并将宽语视作克木语的方言：
- 克木语支
  - 布兴语
  - 考–抗语：考语、抗语
  - 姆拉布里语
  - 克年语
  - 欣门语
  - 克木语
  - 俄都语
  - 马勒–派语组：拉威语、马勒语、派语

### Diffloth & Proschan (1989)
Chazée (1999)引用Diffloth & Proschan (1989)分类如下：
- 克木语支
  - (抗语？)
  - 克木语
  - 派–Pram
    - 姆拉布里语
    - 派语/马勒语
    - (分支)
      - 欣门语
      - Pramic
        - 俄都语
        - 傣奈语
        - Phong Laan、Phong Phène、Phong Tapouang
        - 克年语, Phong Piat, (Phong Saloey)

不过Gérard Diffloth现在认为Pramic(即克木语之外所有克木语支语言)是南亚语系下单独一支语言，受到克木语的强烈影响。

### Peiros (2004)
Ilia Peiros (Peiros 2004:39)的分类方案如下：
- 克木语支
  - (分支)
    - 抗语
    - 布兴语

  - (分支)
    - 姆拉布里–派语组
      - 姆拉布里语
      - 派语

    - (分支)
      - 克木语
      - (分支)
        - 欣门语

      - (分支)
        - 克年语
        - 俄都语

### Sidwell (2014)
基于原始克木语*aː₁的演化过程，保罗·西德维尔 (2014)将克木语支分类如下。
克木语支
- 克木语
- 姆拉布里-Pram
  - 姆拉布里语
  - 派-Pram
    - 派语/马勒语
    - 欣门语
    - Pramic
      - 俄都语
      - Phong Laan, Phong Phène, Phong Tapouang
      - 克年语, Phong Piat, (Phong Saloey)
      - 马勒语

据Sidwell (2014)，原始克木语*aː₁的发展是：
- 原始克木语：*aː₁
  - 克木语：*aː
  - 原始姆拉布里-Pram语：*ɛː
    - 原始派-Pram语：*iə
      - 原始Pram语：*iː

## 阅读更多
- Chazée, Laurent. 1999. The Peoples of Laos: Rural and Ethnic Diversities. Bangkok: White Lotus.
- Cheeseman, Nathaniel; Paul Sidwell and Anne Osborne. 2017. Khmuic Linguistic Bibliography with Selected Annotations （页面存档备份，存于）. JSEALS vol. 10 issue 1. pages i-xlvi.
- Filbeck, David. 1978. T’in: a historical study. Pacifĳic Linguistics Series B-49. Canberra: Australian National University. [Includes a reconstruction of Proto-T’inic]
- Peiros, Ilia J. 2004. Geneticeskaja klassifikacija aystroaziatskix jazykov. Moskva: Rossijskij gosudarstvennyj gumanitarnyj universitet (doktorskaja dissertacija).
- Sidwell, Paul. 2014. "Khmuic classification and homeland （页面存档备份，存于）". Mon-Khmer Studies 43.1:47-56